# Glynis Coles
Glynis Coles (Londen, 20 februari 1954) is een voormalig tennisspeelster uit het Verenigd Koninkrijk. Coles speelt rechtshandig. Zij was actief in het internationale tennis van 1971 tot en met 1988.

## Loopbaan
Reeds op vijftienjarige leeftijd, in 1969, werd Coles gesignaleerd op Britse tennistoernooien, zoals de Cumberland Hard Court Championships op de Cumberland Club in de Londense wijk Hampstead, waar zij in het voortoernooi werd uitgeschakeld. In 1971 bereikte zij de derde ronde op het Bio-Strath Cumberland Club Tournament. In datzelfde jaar won zij Britse juniortitels op gravel, gras en indoor.
In 1972 won Coles, bij haar vierde deelname aan het jaarlijkse toernooi op de Cumberland Club, haar eerste titel – in de finale versloeg zij de Amerikaanse Patti Hogan. Op Wimbledon 1972 bereikte zij de enkelspelfinale bij de junioren, die zij verloor van de Zuid-Afrikaanse Ilana Kloss. In december van dat jaar bereikte Coles haar eerste grote, internationale WTA-enkelspelfinale, op het Queensland Open van 1972 – zij verloor van de Australische Evonne Goolagong.
In 1973 won Coles op het Refuge Assurance Northern Open in Manchester zowel de enkel- als de dubbelspeltitel. Daarna bereikte zij op Wimbledon de vierde ronde, haar beste grandslamresultaat in het enkelspel. Ook won zij WTA-titels, zowel in het enkelspel (Swedish Open in juli} als in het dubbelspel (Dewar Cup Final in november).
1975 was haar beste jaar. In het dubbelspel bereikte zij, samen met landgenote Sue Barker, de kwartfinale op alle vier grandslamtoernooien, alsmede de finale op het WTA-toernooi van Rome. In het enkelspel bereikte zij op Wimbledon nogmaals de vierde ronde – vervolgens won zij de titel op het Swiss Open in Gstaad (waar zij ook in het dubbelspel de finale bereikte). Zij eindigde het jaar op de 39e plaats op de enkelspelranglijst.

### Gemengd dubbelspel
In 1973, 1974 en 1975 nam Coles deel aan het gemengd dubbelspel op Wimbledon, met landgenoot Richard Lewis – in 1975 bereikten zij de derde ronde door twee partijen te winnen.
Op Roland Garros 1976 had zij zich ingeschreven met landgenoot Henry Bond. Zij kwamen daar niet opdagen; een reden daarvoor is niet bekendgemaakt. Dit was Bond's enige aanmelding bij het internationale tennis. Op enig moment is Coles wel met hem getrouwd, waardoor zij bij de WTA nog steeds bekend is als Glynis Coles-Bond.

### Tennis in teamverband
In de periode 1974–1980 maakte Coles deel uit van het Britse Fed Cup-team – zij vergaarde daar een winst/verlies-balans van 9–4. In 1974 bereikten zij – na winst op Ierland, Noorwegen en Zuid-Afrika – de halve finale van de Wereldgroep, die zij verloren van Australië.
In de periode 1973–1981 verdedigde Coles de eer van het Verenigd Koninkrijk in de Wightman Cup, de traditionele jaarlijkse rivaliteit met de Verenigde Staten. In 1974 (6–1) en 1975 (5–2) versloegen zij de Amerikaanse dames.

## Posities op deWTA-ranglijst
Positie per einde seizoen:
| jaar | rang enkelspel | rang dubbelspel |
| ---- | -------------- | --------------- |
| 1975 | 39             | –               |
| 1976 | 66             | –               |
| 1977 | 62             | –               |
| 1978 | 92             | –               |
| 1979 | 67             | –               |
| 1980 | 122            | –               |
| 1981 | 57             | –               |
| 1982 | 139            | –               |
| 1983 | 183            | –               |
| 1984 | 285            | 212             |
| 1985 | –              | 349             |

## Palmares

### WTA-finaleplaatsen enkelspel
| nr.              | finale     | toernooi       | ondergrond    | tegenstandster      | score         | ref    |
| ---------------- | ---------- | -------------- | ------------- | ------------------- | ------------- | ------ |
| gewonnen finales |            |                |               |                     |               |        |
| 1.               | 1972-04-22 | WTA Hampstead  | gravel        | Patti Hogan         | 8-6, 6-4      | [ 5 ]  |
| 2.               | 1973-06-09 | WTA Manchester | gras          | Delina Boshoff      | 6-1, 3-6, 6-4 | [ 8 ]  |
| 3.               | 1973-07-15 | WTA Båstad     | gravel        | Christina Sandberg  | 4-6, 6-4, 6-3 | [ 9 ]  |
| 4.               | 1975-07-13 | WTA Gstaad     | gravel        | Delina Boshoff      | 9-7, 2-6, 8-6 | [ 11 ] |
| 5.               | 1982-01-24 | WTA Montréal   | hardcourt (i) | Leigh-Anne Thompson | 6-4, 6-4      | [ 28 ] |
| verloren finales |            |                |               |                     |               |        |
| 1.               | 1972-12-03 | WTA Brisbane   | gras          | Evonne Goolagong    | 0-6, 5-7      | [ 7 ]  |
| 2.               | 1974-10-20 | WTA Barcelona  | gravel        | Nathalie Fuchs      | 5-7, 6-8      | [ 29 ] |
| 3.               | 1974-11-02 | WTA Cardiff    | tapijt (i)    | Julie Heldman       | 4-6, 2-6      | [ 30 ] |
| 4.               | 1980-02-17 | WTA Toronto    | hardcourt (i) | Paula Smith         | 4-6, 3-6      | [ 31 ] |

### WTA-finaleplaatsen vrouwendubbelspel
| nr.              | finale     | toernooi       | ondergrond | partner          | tegenstandsters                          | score         | ref    |
| ---------------- | ---------- | -------------- | ---------- | ---------------- | ---------------------------------------- | ------------- | ------ |
| gewonnen finales |            |                |            |                  |                                          |               |        |
| 1.               | 1973-06-09 | WTA Manchester | gras       | Lesley Charles   | Cynthia Doerner Barbara Downs            | 8-6, 4-6, 6-3 | [ 8 ]  |
| 2.               | 1973-11-17 | WTA Londen     | tapijt (i) | Lesley Charles   | Virginia Ruzici Mariana Simionescu       | 6-3, 7-5      | [ 10 ] |
| 3.               | 1974-07-14 | WTA Båstad     | gravel     | Sue Barker       | Fiorella Bonicelli Anna-Maria Nasuelli   | 6-2, 6-0      | [ 32 ] |
| verloren finales |            |                |            |                  |                                          |               |        |
| 1.               | 1973-01-07 | WTA Sydney     | gras       | Lesley Charles   | Chris O'Neil Kazuko Sawamatsu            | 3-6, 4-6      | [ 33 ] |
| 2.               | 1973-05-19 | WTA Guildford  | gravel     | Lesley Charles   | Patti Hogan Sharon Walsh                 | gedeeld       | [ 34 ] |
| 3.               | 1973-07-15 | WTA Båstad     | gravel     | Sue Barker       | Ana María Pinto Bravo Christina Sandberg | 6-2, 4-6, 2-6 | [ 9 ]  |
| 4.               | 1973-11-10 | WTA Billingham | tapijt (i) | Sharon Walsh     | Marita Redondo Virginia Wade             | 7-6, 3-6, 2-6 | [ 35 ] |
| 5.               | 1975-06-03 | WTA Rome       | gravel     | Sue Barker       | Chris Evert Martina Navrátilová          | 1-6, 2-6      | [ 36 ] |
| 6.               | 1975-07-13 | WTA Gstaad     | gravel     | Belinda Thompson | Delina Boshoff Lea Pericoli              | 5-7, 1-6      | [ 11 ] |
| 7.               | 1976-02-08 | WTA Akron      | tapijt (i) | Florența Mihai   | Brigitte Cuypers Mona Guerrant           | 4-6, 6-7      | [ 37 ] |

## Resultaten grandslamtoernooien
| Legenda | Legenda                          |
| ------- | -------------------------------- |
| g.t.    | geen toernooi gehouden           |
| l.c.    | lagere categorie                 |
| –       | niet deelgenomen                 |
| G       | uitgeschakeld in de groepsfase   |
| 1R      | uitgeschakeld in de eerste ronde |
| 2R      | uitgeschakeld in de tweede ronde |
| 3R      | uitgeschakeld in de derde ronde  |
| 4R      | uitgeschakeld in de vierde ronde |
| KF      | uitgeschakeld in de kwartfinale  |
| HF      | uitgeschakeld in de halve finale |
| F       | de finale verloren               |
| W       | het toernooi gewonnen            |
| w-v     | winst/verlies-balans             |

### Enkelspel
| toernooi        | 1971 | 1972 | 1973 | 1974 | 1975 | 1976 | 1977 | 1977 | 1978 | 1979 | 1980 | 1981 | 1982 |      | 1986 |
| --------------- | ---- | ---- | ---- | ---- | ---- | ---- | ---- | ---- | ---- | ---- | ---- | ---- | ---- | ---- | ---- |
| Australian Open | –    | –    | 3R   | –    | 1R   | –    | –    | –    | –    | –    | –    | –    | –    | g.t. |      |
| Roland Garros   | –    | –    | 1R   | 2R   | 1R   | 2R   | 1R   | 1R   | 1R   | –    | 1R   | 2R   | 1R   | –    |      |
| Wimbledon       | 1R   | 1R   | 4R   | 2R   | 4R   | 1R   | 1R   | 1R   | 1R   | 2R   | 1R   | 3R   | 1R   | 1R   |      |
| US Open         | –    | –    | 1R   | –    | 1R   | 3R   | 2R   | 2R   | 1R   | –    | 1R   | 3R   | 1R   | –    |      |

### Vrouwendubbelspel
| toernooi        | 1972 | 1973 | 1974 | 1975 | 1976 | 1977 | 1977 | 1978 | 1979 | 1980 | 1981 | 1982 |
| --------------- | ---- | ---- | ---- | ---- | ---- | ---- | ---- | ---- | ---- | ---- | ---- | ---- |
| Australian Open | –    | KF   | –    | KF   | –    | –    | –    | –    | –    | –    | –    | –    |
| Roland Garros   | –    | –    | 1R   | KF   | KF   | 1R   | 1R   | 1R   | –    | 1R   | KF   | 1R   |
| Wimbledon       | 1R   | 2R   | 2R   | KF   | 2R   | 1R   | 1R   | KF   | 1R   | 1R   | 1R   | 1R   |
| US Open         | –    | 1R   | –    | KF   | 3R   | 1R   | 1R   | –    | –    | 1R   | 1R   | 1R   |

### Gemengd dubbelspel
| toernooi        | 1973 | 1974 | 1975 | 1976 |      | 1981 |
| --------------- | ---- | ---- | ---- | ---- | ---- | ---- |
| Australian Open | g.t. | g.t. | g.t. | g.t. | g.t. |      |
| Roland Garros   | –    | –    | –    | 1R   | 1R   |      |
| Wimbledon       | 3R   | 2R   | 3R   | –    | –    |      |
| US Open         | –    | –    | –    | –    | –    |      |